# Pseudothestus niveovittatus
Pseudothestus niveovittatus là một loài bọ cánh cứng trong họ Cerambycidae.